# Шистів (озеро)
Шистів — озеро у Володимирському районі Волинської області України.
Озеро Шистів розташоване на захід від однойменного села Шистів. Площа озера становить 4,6 га, максимальна глибина — 7,5 м.